# Josef Fanta (architetto)
Josef Fanta (Sudoměřice u Tábora, 7 dicembre 1856 – Praga, 20 giugno 1954) è stato un architetto, progettista di mobili, scultore e pittore ceco.

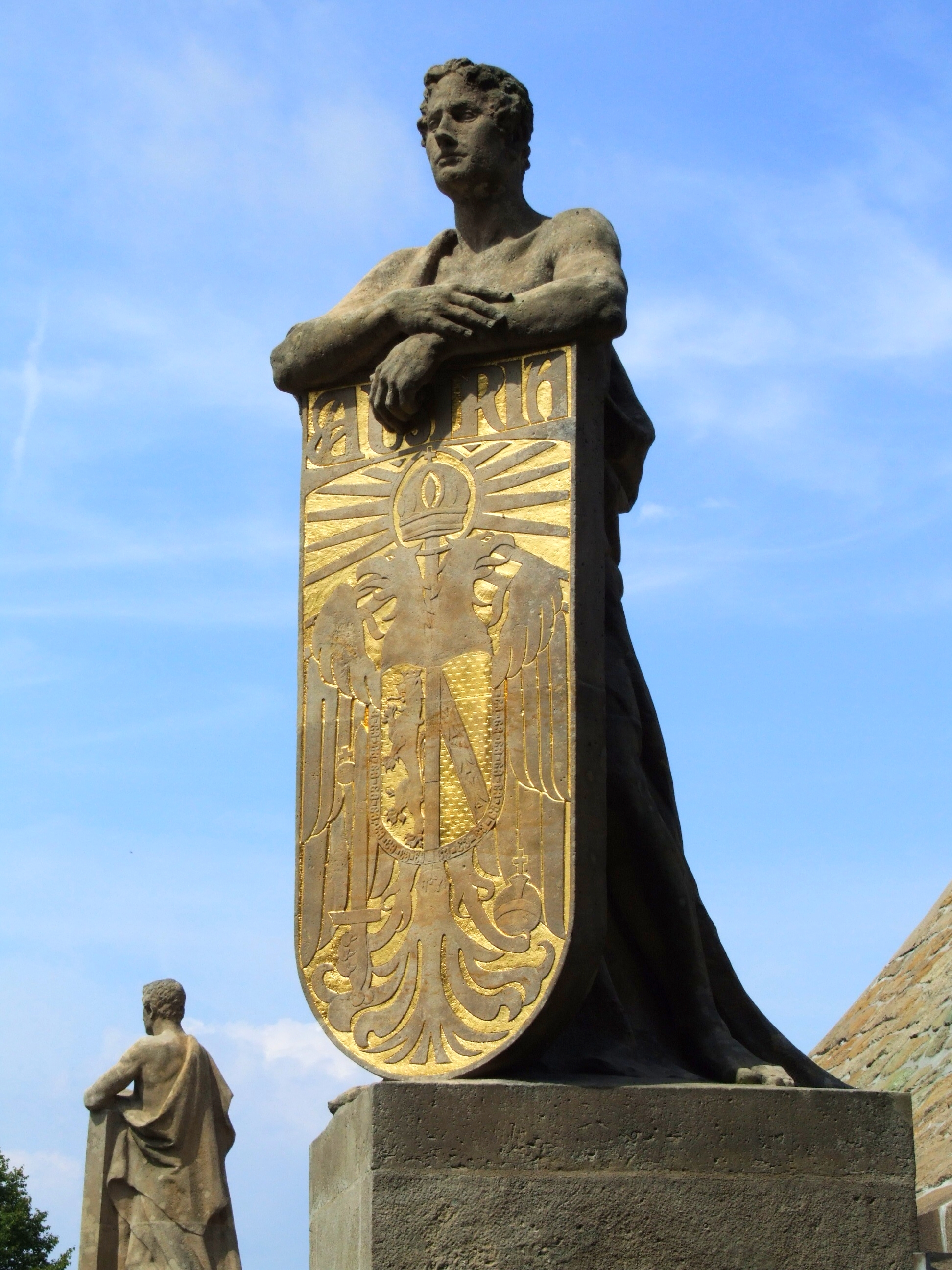
Monumento alla Pace (1910-1912). Statua allegorica dell'Austria.

Discepolo di Josef Zítek, Fanta è stato uno dei più rappresentativi esponenti dell'architettura secessionista del suo paese. È autore di molti dei più noti lavori pubblici che includono la stazione di Praga Centrale (precedentemente denominata "Stazione di Franz Josef", in onore di «una delle ultime glorie dell'impero morente»), l'edificio del Ministero dell'Industria e del Commercio, l'Osservatorio di Ondřejov e il Monumento alla Pace di Prace, che commemora la battaglia di Austerlitz.
Dal 1918, Fanta è stato membro dell'Accademia Ceca delle Arti e delle Scienze.